# Lilian Renaud
Pour les articles homonymes, voir Renaud (homonymie).
Lilian Renaud est un auteur-compositeur-interprète et chanteur français né le 11 octobre 1991 à Mamirolle dans le département du Doubs.
Il est principalement connu pour avoir participé et remporté par 52 % des voix la 4e saison du télé-crochet musical The Voice, la plus belle voix diffusée sur TF1 en 2015.

## Biographie
Lilian Renaud est né le 11 octobre 1991 dans le village de Mamirolle dans le Doubs. Il a cinq frères et sœurs et grandit dans le milieu agricole.
Attiré dès son plus jeune âge par la musique, il commence à chanter à 10 ans et se découvre une vraie passion. Vers 15 ans, il commence à pratiquer la guitare avec son frère et est attiré par le rock.
En 2011, il obtient un BTS en industrie laitière et commence son activité de fromager en Franche-Comté.
L'année suivante, il commence à monter sur scène dans sa région, tout en conservant son activité professionnelle.
En 2013, à 21 ans, il crée un duo acoustique avec un ami d’enfance et se produit sur plusieurs scènes locales pour le téléthon dans les villages.
En 2014, il décide de prendre une année sabbatique et de se consacrer uniquement à la musique, notamment en s'inscrivant à l’école Music Academy International à Nancy. Il y sera notamment encouragé à participer à The Voice.
En novembre 2014, il se rend pour la première fois à Paris afin de participer aux auditions à l’aveugle de The Voice, épreuve où les quatre coaches du télé-crochet ont voulu travailler avec lui. Ainsi sélectionné, il rejoint l'équipe de Zazie et remporte cette 4e saison.
En 2015, il est nommé aux NRJ Music Awards 2015 dans la catégorie révélation francophone de l'année.
Annoncé en septembre 2015, Le Bruit de l'aube son premier album studio sort finalement le 13 novembre 2015. L'album se classe 5e des ventes en France, 21e en Belgique francophone et 11e en Suisse. Deux mois et demi après sa sortie, l'album est certifié disque de platine.
Quasiment un an après Le Bruit de l'aube, Lilian sort son second album en 2016, intitulé Le Cœur qui cogne, avec des titres écrits par Zazie, sa coach dans The Voice mais aussi d'autres titres qu'il a écrits lui-même comme le titre Tu m'as oublié, dédié à sa grand-mère malade d'Alzheimer. Le lendemain de la sortie de l'album, le journal L'Est républicain annonce que Lilian souffre d'une double hernie discale, ce qui le pousse à annuler des concerts et des émissions télévisées destinées à faire la promotion de ce nouvel opus. Cependant en avril 2023, Lilian admet avoir vécu à cette époque un syndrome d'épuisement professionnel : à la sortie de son deuxième album, appelle son agente pour annuler tous les concerts et évènements prévus.
En mai 2019, après près de trois ans d'absence, Lilian sort un troisième album, celui-ci autoproduit, portant tout simplement son nom. Le clip du premier single de cet album, intitulé On en verra encore, est dévoilé le 10 avril 2019. Son album, composé de 16 titres dont 7 en anglais, sort le 17 mai 2019.
L'album s'est classé n°7 du top 10 et n°3 des ventes physiques.
Dans la même année, Lilian Renaud crée son propre label LR Music. Label sous lequel il va produire, et sortir son 4ème album, intitulé Dans un moment de Bonheur sortie le 28 mai 2021. Cet album est composé de 16 titres dont 8 en anglais.

## Parcours dansThe Voice, la plus belle voix(2015)
Membre de l'équipe de Zazie, il a notamment chanté :
- Octobre de Francis Cabrel ;
- Seras-tu là ? de Michel Berger ;
- Dancing in the dark de Bruce Springsteen ;
- Les Mots bleus de Christophe ;
- Avenir de Louane Emera, avec les autres membres de l'équipe (Yoann Launay, Guilhem Valayé et Mathilde) ;
- Angels de Robbie Williams ;
- Yalla de Calogero ;
- Hallelujah de Leonard Cohen ;
- Over the Rainbow de Judy Garland, en duo avec Josh Groban ;
- Là-bas de Jean-Jacques Goldman, en duo avec Zazie.

## Discographie

### Singles
- 2015 : Promis juré
- 2015 : Il faudra vivre
- 2015 : Pour ne plus avoir peur
- 2015 : Si tu cherches de l'or
- 2016 : Savoir dire merci
- 2016 : Imagine
- 2018 : Les rêves (On repousse le vent)
- 2019 : On en verra encore
- 2019 : Quoi de plus beau
- 2021 : Who Do You Love
- 2021 : Combien d'airs
- 2023 : C'est ta chance (Héritage Goldman) (en duo avec Cyprien)
- 2025 : Que deviendra ce monde

## Certification
- Le Bruit de l'aube : double disque de platine (200 000 ex. vendus) [14]

## Nomination
- 2015 : NRJ Music Awards : « Révélation francophone de l'année »[5]